# Selago trinervia
Selago trinervia är en flenörtsväxtart som beskrevs av Ernst Meyer. Selago trinervia ingår i släktet Selago och familjen flenörtsväxter. Inga underarter finns listade i Catalogue of Life.